# Balsana
Balsana is een geslacht van halfvleugeligen uit de familie Aphrophoridae. De wetenschappelijke naam van dit geslacht is voor het eerst geldig gepubliceerd in 1952 door Metcalf.

## Soorten
Het geslacht Balsana omvat de volgende soorten:
- Balsana concinna (Stål, 1854)
- Balsana frontalis (Stål, 1862)
- Balsana fusconotata (Stål, 1862)
- Balsana obscurata (Amyot & Serville, 1843)
- Balsana punctatissima (Stål, 1862)
- Balsana quadrimaculata (Lallemand, 1938)
- Balsana reducta (Walker, 1851)
- Balsana subfasciata (Amyot & Serville, 1843)